# 2 Pułk Ułanów (austro-węgierski)

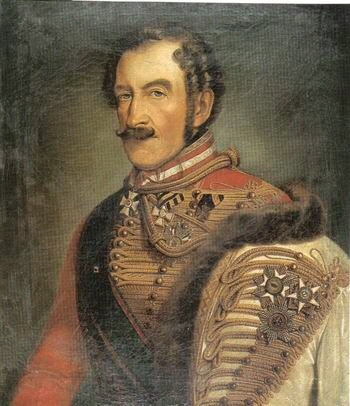
Ferdynand Jerzy Koburg, dowódca pułku w 1822–1828

Galicyjski Pułk Ułanów Nr 2 (UR. 2) – pułk kawalerii cesarskiej i królewskiej Armii.

## Charakterystyka
Pełna nazwa niemiecka: Ulanenregiment Fürst zu Schwarzenberg Nr 2.
Data utworzenia: 1790 rok.
Patronem pułku był marszałek polny Karl Philipp Schwarzenberg.
W 1914 roku pułk stacjonował na terytorium 1 Korpusu (sztab pułku razem z 1. dywizjonem i kadrą zapasową w Tarnowie, 2. dywizjon w Bochni) i wchodził w skład 11 Brygada Kawalerii.
Żołnierze nosili czapki ciemnozielone, guziki złote.
Swoje święto pułk obchodził 21 maja, w rocznicę bitwy pod Aspern stoczonej w 1809 roku.

## Skład etatowy
Dowództwo
Służby pomocnicze:
- pluton pionierów
- patrol telegraficzny
- służba zapasowa

2 × dywizjon
- 3 × szwadron po 117 dragonów

Pełny etat: 37 oficerów i 874 podoficerów i żołnierzy.

## Żołnierze
Komendanci pułku
- płk Karl Georg Huyn (1899 – 1904 → komendant 17 Brygady Kawalerii)
- płk Adolf von Brudermann(inne języki) (VII 1904[5] – IV 1910 → komendant 3 Brygady Kawalerii[6])
- płk Albert Le Gay von Lierfels (1910[7] – 1913 → komendant 20 Brygady Kawalerii)
- ppłk / płk Józef Lasocki (1 IX 1913 – 9 III 1917)[2]

Oficerowie
- ppłk Mieczysław Ledóchowski – komendant 1 dywizjonu (1903–1910)
- rtm. Henryk Brzezowski
- por. rez. Franciszek Ksawery Jaruzelski
- por. rez. Paweł Korytko
- por. Adam Zygmunt Sapieha
- ppor. rez. Kazimierz Rafał Chłapowski (w latach 1896–1903)